# إستر جولدفيلد
إستر جولدفيلد (بالإنجليزية: Ester Goldfeld)‏ مواليد 4 يوليو 1993 في نيويورك، هي لاعبة كرة مضرب أمريكية تلعب باليد اليمنى. أعلى تصنيف لها في الفردي كان المركز الـ 438 في سنة 2010. أعلى تصنيف لها في الزوجي كان المركز الـ 794 في سنة 2010.

## النهائيات

### الفردي النهائي (1)
| الحصيلة | الرقم | التاريخ        | المكان                      | الأرضية | المنافس في النهائي | النتيجة  |
| ------- | ----- | -------------- | --------------------------- | ------- | ------------------ | -------- |
| الوصافة | 1.    | يونيو 21, 2009 | براونزفيل، الولايات المتحدة | صلبة    | ساشا جونز          | 3–6, 2–6 |

### الزوجي النهائي 2 (1–1)
| الحصيلة | الرقم | التاريخ        | المكان                      | الأرضية | الشريك        | المنافس في النهائي              | النتيجة       |
| ------- | ----- | -------------- | --------------------------- | ------- | ------------- | ------------------------------- | ------------- |
| الوصافة | 1.    | يونيو 21, 2009 | براونزفيل، الولايات المتحدة | صلبة    | ماكال هاركينز | ساشا جونز أشلي وينهولد          | 3–6, 3–6      |
| الفوز   | 2.    | يونيو 27, 2009 | ويتشيتا، الولايات المتحدة   | صلبة    | ماكال هاركينز | سابرينا كابنولو اليزابيث لمبكين | 7–6(7–5), 6–4 |

## روابط خارجية
- إستر جولدفيلد على موقع رابطة محترفات التنس (الإنجليزية)
- إستر جولدفيلد على موقع الاتحاد الدولي لكرة المضرب (الإنجليزية)
- إستر جولدفيلد على موقع إي إس بي إن.كوم (الإنجليزية)